# (4260) Yanai
(4260) Yanai est un astéroïde de la ceinture principale.

## Description
(4260) Yanai est un astéroïde de la ceinture principale. Il fut découvert le 4 janvier 1989 à Kushiro par Seiji Ueda et Hiroshi Kaneda. Il présente une orbite caractérisée par un demi-grand axe de 2,84 UA, une excentricité de 0,06 et une inclinaison de 3,3° par rapport à l'écliptique.

## Compléments